# Geoff Downes
Geoffrey Downes, detto Geoff (Stockport, 25 agosto 1952), è un tastierista e produttore discografico britannico, celebre per essere fondatore dei gruppi rock The Buggles ed Asia.

## Biografia
Downes nasce il 25 agosto 1952 a Stockport, Inghilterra, nella cinta urbana di Manchester.
Figlio d'arte (suo padre suonava l'organo in chiesa e sua madre era pianista), Downes iniziò giovanissimo a suonare le tastiere, esibendosi con diverse band prima di iscriversi al conservatorio di Leeds. Diplomatosi, si trasferì a Londra, dove iniziò a lavorare come session musician e a comporre jingle per la pubblicità.
Nel 1976 incontrò Trevor Horn a un'audizione per entrare nella band della cantante pop Tina Charles. Downes e Horn iniziarono a lavorare insieme, con l'obiettivo esplicito di realizzare un singolo di successo. Il loro sogno fu coronato dalla loro celeberrima Video Killed the Radio Star (La televisione ha ucciso la star della radio) che, (sembra per scelta della redazione e non per coincidenza), fu anche il 1° primo brano ad andare in onda su MTV. In occasione della realizzazione di questo singolo, Downes e Horn fondarono i Buggles; l'album di debutto, del 1980, si intitolava The Age of Plastic.
Mentre i Buggles vivevano questo momento di notevole popolarità, lo storico gruppo di rock progressivo degli Yes subiva l'abbandono del cantante Jon Anderson e del tastierista Rick Wakeman. Il bassista del gruppo, Chris Squire, contattò Downes e Horn chiedendo loro di entrare negli Yes. Downes e Horn accettarono, e con gli Yes incisero Drama (1980) e suonarono nel tour promozionale dell'album.
Dopo Drama gli Yes si sciolsero. Nel 1981, Downes e Horn pubblicarono il loro secondo album come Buggles, Adventures in Modern Recording; Downes però contribuì poco a questo nuovo lavoro e lo stesso anno sciolse la collaborazione con Horn formando un nuovo gruppo, gli Asia, insieme a Steve Howe degli Yes, Carl Palmer di Emerson, Lake & Palmer e John Wetton dei King Crimson. L'album omonimo Asia fu un notevole successo e vendette molto bene anche il singolo Heat of the Moment. Il successo con gli Asia fu probabilmente il momento più importante della carriera di Downes, che è l'unico membro fondatore rimasto nel gruppo almeno fino alla riunificazione della formazione originale per il tour negli USA del 2006.
Oltre a continuare a suonare negli Asia, Downes ha inciso anche vari album solisti e ha intrapreso diverse collaborazioni con altri artisti per esempio nel 1982 con Kate Bush in Sat in Your Lap nell'album The Dreaming e nel 2005 con Alan White, batterista degli Yes.
Nel 2003 è tornato a collaborare con John Wetton prima scrivendo insieme alcune canzoni per l'album Rock of Faith, poi in duo con il progetto Icon che ha dato origine a tre album in studio, ad un album acoustico (Acoustic TV Broadcast), ad un live.
Nel frattempo ha sciolto la formazione recente degli Asia e convinto i tre membri fondatori a ritornare nel formazione originale con una tournée di successo negli USA e Gran Bretagna nel 2006. Nel periodo 2007 - 2011 è stato in giro per il mondo con una serie di tour sia con gli Asia (con cui ha pubblicato finora quattro album in studio dopo la riunione) che con John Wetton.
A luglio 2011 è uscito l'album degli Yes Fly from Here, prodotto da Trevor Horn, che vede il ritorno di Geoff Downes alle tastiere. Nel luglio 2014 è stato pubblicato Heaven & Earth, il nuovo album degli Yes, che vede nuovamente Downes alle tastiere nonostante la perdita della figlia Alexandra deceduta in un incidente stradale. Downes è presente anche nei successivi album The Quest (2021) e Mirror to the sky (2023).
Nel 2012 assieme al musicista e produttore Chris Bride ha formato i Downes Braide Association, un duo che riprende le concezioni musicali dei Buggles con sonorità più moderne e prog-pop. Nello stesso anno è uscito l'album d'esordio (DBA) mentre il 6 novembre prossimo è atteso il nuovo lavoro intitolato Suburban Ghosts.

## Discografia

### Con i Buggles
- 1980 - The Age of Plastic
- 1981 - Adventures in Modern Recording

### Con gli Yes
- 1980 - Drama
- 2011 - Fly from Here
- 2014 - Heaven & Earth
- 2021 - The Quest
- 2023 - Mirror To The Sky

### Da solista
- 1986 - The Light Program
- 1992 - Vox Humana
- 1993 - Evolution
- 1999 - The World Service
- 2003 - Shadows And Reflections

### Con Glenn Hughes
- 1998 - The Work Tapes

### Con John Wetton
- 2001 - Wetton/Downes
- 2005 - Icon
- 2006 - Icon - Acoustic TV broadcast
- 2006 - Never In A Million Years
- 2007 - Icon II - Rubicon
- 2009 - Icon 3